# Herz-Jesu-Kapelle (Hohenraunau)

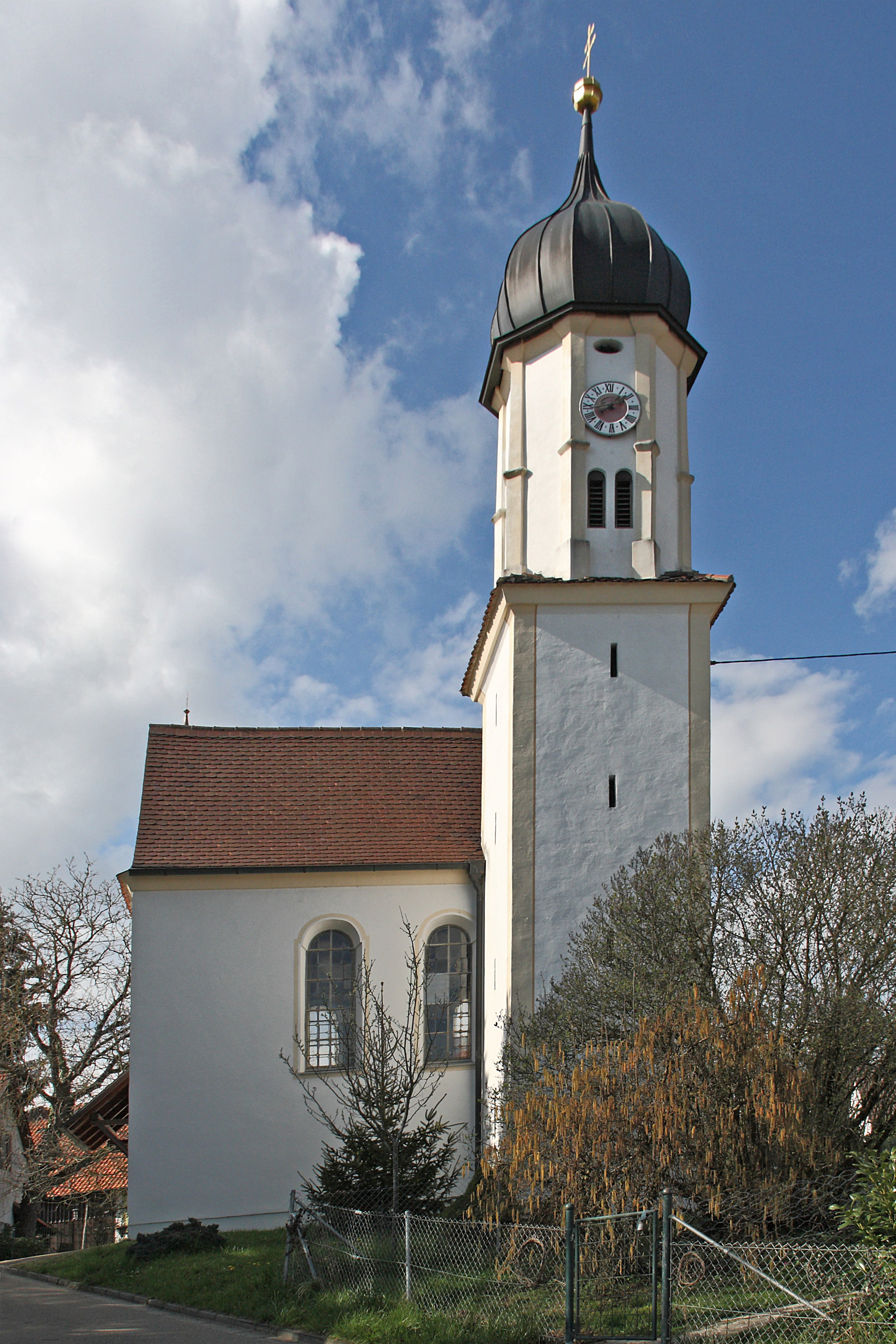
Herz-Jesu-Kapelle in Hohenraunau, Südansicht

Die Herz-Jesu-Kapelle in Hohenraunau wurde im Jahr 1706 errichtet. Sie steht ungefähr auf dem höchsten Punkt des Höhenrückens zwischen den Tälern des Krumbachs und der Kammel, auf dem das Dorf liegt.
Der 1706 errichtete Kapellenbau gehörte ursprünglich zu einer 1853 abgegangenen Schlossanlage, von der westlich der Kapelle Spuren, beispielsweise der Graben, noch deutlich sichtbar sind. Durch die frühere Zugehörigkeit zu dem Schloss erklärt sich auch, dass der Hauptraum, der durch einen kleinen apsidialen Chor abgeschlossen wird, kurz und im Verhältnis sehr hoch ist. Aus demselben Grund ist der Turm des kleinen Gotteshauses recht stattlich. Bis auf die zwei aus der Erbauungszeit stammenden Bilder im Chorraum, auf denen der Schmerzhafte Heiland beziehungsweise die Mater Dolorosa dargestellt sind, ist das Innere der Kapelle neubarock ausgestaltet. Im Zuge der Sanierung im Jahr 1997 wurden die Deckenbilder wiederentdeckt und rekonstruiert.